# Reno (Leggiuno)
Reno (Rén in dialetto varesotto) è una frazione costiera del comune di Leggiuno, situata sul Lago Maggiore. La frazione è sorta nel XVII secolo ed è affacciata a balcone sul Lago Maggiore, sul Golfo Borromeo, su Stresa e sulla catena alpina del Monte Rosa. Ospita il famosissimo Eremo di Santa Caterina del Sasso Ballaro, uno dei simboli della Provincia di Varese. Qui è presente anche la spiaggia pubblica nonché il lungolago di Reno, frequentata da molti turisti. È da sempre una frazione di pescatori. Conosciuta anche per la costruzione di barche, è presente un cantiere nautico. Qua è presente inoltre la chiesa dedicata a Santa Maria Assunta. La frazione dista circa 2 km dal centro di Leggiuno.
Davanti alla spiaggia, si può ancorare e fare il bagno. Il golfo di Reno è esposto al vento di Mergozzo.
Qua si svolge inoltre un'importante manifestazione: La Nuotata dell'Eremo, attraversata benefica a nuoto del Lago Maggiore, da Stresa (VB) a Reno di Leggiuno (VA)

## Infrastrutture e trasporti

### Trasporto lacustre

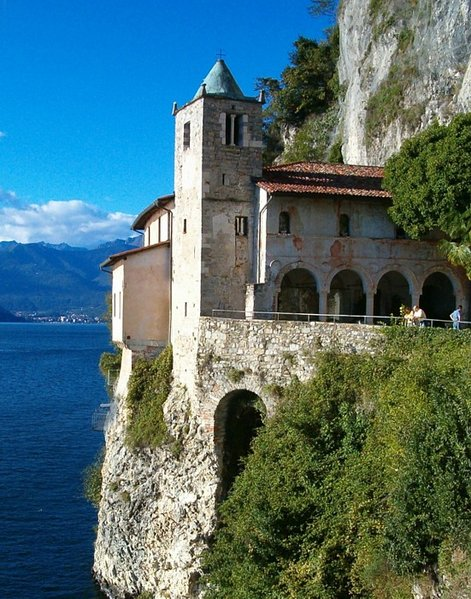
Eremo di Santa Caterina del Sasso

È presente una delle fermate dei battelli della società Navigazione Lago Maggiore (Gestione Navigazione Laghi), nei pressi del santuario di Santa Caterina del Sasso, sulla linea 
MB1 Arona-Stresa-Locarno, che collega Leggiuno via lago a Stresa (VB), Baveno (VB), Pallanza (VB), l'Isola Madre, Villa Taranto e Verbania-Intra (VB), consentendo quindi un collegamento diretto tra Lombardia e Piemonte, e tra la provincia di Varese e quella del Verbano-Cusio-Ossola.

### Viabilità locale
La frazione di Reno è attraversata dalla seguenti strade:
- d'Eremberto (Sangiano - Reno di Leggiuno) , di cui è un estremo insieme al comune di Sangiano;
- di Santa Caterina (Sesto Calende - Luino)

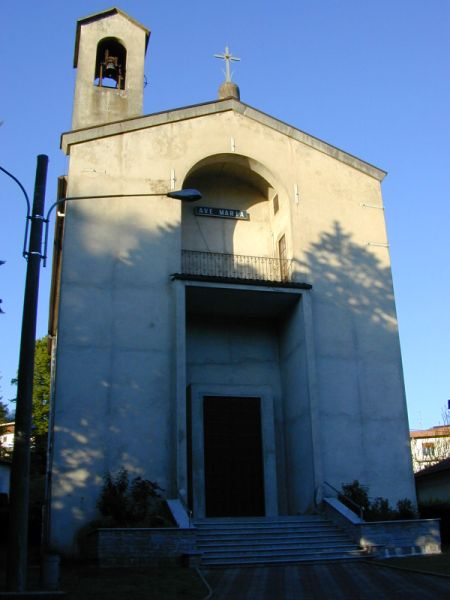
Chiesa di Santa Maria Assunta di Reno (anni '30)

## Sport
Sport Club Renese - Canottaggio
A.S.D. Bocciofila Renese - Bocce spec. Raffa